# Aktivist za ljudska prava
Aktivist za ljudska prava, borac za ljudska prava ili branitelj ljudskih prava (eng. human rights defender) osoba je koja pojedinačno ili s drugima djeluje na promicanju ili zaštiti ljudskih prava. To mogu biti novinari, ekolozi, zviždači, sindikalisti, pravnici, učitelji, ili tek pojedinci koji djeluju sami. Oni se mogu baviti zaštitom ljudskih prava profesionalno, u sklopu svog posla (npr. odvjetnici ili novinari), ili to mogu raditi dobrovoljno. Zbog tih aktivnosti ponekad mogu postati meta odmazde i različitih vrsta napada kao što je ocrnjivanje u javnosti, nadzora, uznemiravanja, lažnih optužbi, ograničenja prava na slobodu udruživanja ili slobodu kretanja, sve do fizičkih napada.

### UN-ova Deklaracija o borcima za ljudska prava
Deklaracija Ujedinjenih naroda o pravu i odgovornosti pojedinaca, grupa i organa društva za promicanje i zaštitu univerzalno priznatih ljudskih prava i temeljnih sloboda (A/RES/53/144) od 9. prosinca 1998., obično poznata kao Deklaracija o borcima za ljudska prava, označava povijesno postignuće u borbi za bolju zaštitu onih kojima prijeti opasnost zbog bavljenja zaštitom legitimnih ljudskih prava i prvi je instrument UN-a koji prepoznaje važnost i legitimitet rada aktivista za ljudska prava, kao i pravo i odgovornost svih da ljudska prava štite.
Deklaracija propisuje međunarodne standarde koji štite djelovanje aktivista za ljudska prava diljem svijeta. Prepoznaje legitimnost djelovanja na zaštiti ljudskih prava, kao i potrebu da te aktivnosti budu zaštićene, kao i oni koji ih provode. Prema Deklaraciji, branitelj ljudskih prava je svatko tko sam, kao dio grupe ili institucije, djeluje na promicanju i zaštiti ljudskih prava. Ova široka definicija obuhvaća profesionalne kao i neprofesionalne aktiviste za ljudska prava, volontere, novinare, odvjetnike i sve druge čija je, makar i povremena aktivnost povezana s ljudskim pravima.
Deklaracija artikulira postojeća prava na način koji olakšava njihovu primjenu na okolnosti u kojima djeluju aktivisti za ljudska prava. Način na koji se prava primjenjuju na aktiviste sadržan je u glavnim dokumentima o ljudskim pravima, uključujući i pravo na slobodno izražavanje, udruživanje i okupljanje.
Prava zaštićena ovom Deklaracijom, između ostalog, uključuju pravo na razvijanje i raspravu o novim idejama o ljudskim pravima te pravo na zagovaranje njihovog prihvaćanja; pravo na kritiku državnih tijela i agencija i pravo na iznošenje prijedloga za poboljšanje njihova funkcioniranja; pravo na pružanje pravne ili druge vrste pomoći u obrani ljudskih prava; pravo na nadgledanje sudskih procesa; pravo na nesmetan pristup i komunikaciju s nevladinim i međuvladinim organizacijama; pravo pristupa resursima u svrhu zaštite ljudskih prava, uključujući primanje sredstava iz inozemstva.
Države su odgovorne za provedbu i poštovanje svih odredba Deklaracije. Osobito, države imaju dužnost zaštititi aktiviste za ljudska prava od svakog nasilja, odmazde i zastrašivanja zbog njihovog rada na ljudskim pravima.

### Instrumenti zaštite
Nakon usvajanja Deklaracije o aktivistima za ljudska prava 1998. godine, pokrenute su brojne inicijative, kako na međunarodnoj, tako i na regionalnoj razini, kako bi se povećala zaštita aktivista i pridonijelo provedbi Deklaracije. U tom kontekstu uspostavljeni su sljedeći mehanizmi i smjernice:
- Mandat posebnog izvjestitelja Ujedinjenih naroda za branitelje ljudskih prava (2000.)
- Mandat posebnog izvjestitelja za aktiviste za ljudska prava u Afričkoj komisiji za ljudska prava i prava naroda (2004.)
- Jedinica za zaštitu aktivista za ljudskih prava u Međuameričkoj komisiji za ljudska prava (2001.)
- Smjernice Europske unije o braniteljima ljudskih prava (2004.)[4]
- Deklaracija Odbora ministara Vijeća Europe o poboljšanju zaštite aktivista za ljudska prava i promicanju njihovih aktivnosti (2008.)[5]
- Mehanizam Europske unije za zaštitu aktivista za ljudskih prava, koji provode organizacije civilnog društva (2015.)[6]

Godine 2008. Opservatorij za zaštitu aktivista za ljudska prava, koji je zajednički program Međunarodne federacije za ljudska prava (FIDH) i Svjetske organizacija protiv mučenja (OMCT), inicirao je okupljanje svih nositelja institucionalnih mandata branitelja ljudskih prava (stvorenih u UN-u, Afričkoj komisiji za ljudska prava i prava naroda, Međuameričkoj komisiji za ljudska prava, Vijeću Europe, Organizaciji za europsku sigurnost i suradnju te Europskoj uniji) kako bi poboljšali koordinaciju međusobnih aktivnosti i suradnju s nevladinim organizacijama. Godine 2010. stvorena je jedinstvena internetska stranica koja prikuplja sve relevantne javne informacije o aktivnostima različitih nositelja zaštite aktivista za ljudskih prava. Cilj stranice je povećati vidljivost dokumentacije koju izrađuju institucije (priopćenja za javnost, studije, izvještaji, izjave), kao i vidljivost njihovih aktivnosti (posjeti zemljama, institucionalni događaji, praćena suđenja).
Međunarodni ured za ljudska prava objavio je 2016. Model nacionalnog zakona o priznavanju i zaštiti branitelja ljudskih prava. Ovaj dokument državama pruža mjerodavne smjernice o načinu provedbe UN-ove Deklaracije o braniteljima ljudskih prava na nacionalnoj razini. Razvijen je u suradnji sa stotinama aktivista, a podržali su ga i vodeći stručnjaci za ljudska prava i pravnici.
Nekoliko zemalja uvelo je nacionalno zakonodavstvo ili politike za zaštitu branitelja ljudskih prava, uključujući Kolumbiju, Brazil, Meksiko i Gvatemalu. Međutim, tek treba riješiti ključne izazove u provedbi ovih zakona.
Istraživanje koje je proveo Resursni centar za poslovanje i ljudska prava dokumentirao je da je 2017. godine prema 2016. bilo 34 posto više napada na aktiviste za ljudska prava u svijetu. Te je godine ubijeno 120 aktivista i dogodile su se stotine incidenata koji su uključivali napad, maltretiranje i prijetnje. U 2017. godini bilo je 388 napada u usporedbi sa samo 290 u 2016. Ista studija identificirala je aktiviste za ljudskih prava u sferi agrobiznisa, rudarstva i obnovljivih izvora energije kao sektore koji u kojima su aktivisti u najvećoj opasnosti.
Prema procjenama UN-a tijekom 2019. zabilježeno je 357 ubojstava i 30 nestanaka aktivista za ljudska prava, novinara i sindikalista u 47 zemalja svijeta.

### Nagrade aktivistima za ljudska prava
- UN-ova nagrada za ljudska prava
- Nagrada Martin Ennals, zajednička nagrada nekoliko nevladinih organizacija za zaštitu ljudskih prava. Martin Ennals je bio poznati branitelj ljudskih prava i glavni tajnik Amnesty Internationala. Nagrada uz priznanje nosi i 20.000 švicarskih franaka za daljnji rad na zaštiti ljudskih prava.
- Nagrada Robert F. Kennedy, ustanovljena 1984.
- Nagrada Saharov Europskog parlamenta, ustanovljena 1988.
- Tulipan za branitelje ljudskih prava, nagrada nizozemske vlade ustanovljena 2008.
- Nobelova nagrada za mir, iako nije specifično namijenjena aktivistima za ljudska prava, do sada je ovu nagradu dobila nekolicina poznatih branitelja ljudskih prava, poput kineskog aktivista Liu Xiaobo 2010. godine
- Nagrada The Front Line Defenders Award namijenjena braniteljima ljudskih prava koji su u opasnosti. Ustanovljena je 2005. "u čast braniteljima ljudskih prava koji nenasilnim angažmanom hrabro doprinose promociji i zaštiti ljudskih prava."[12]
- Nagrada Ginetta Sagan za aktivistice za ljudska prava, ustanovljena 1997. da "pomogne ženama diljem svijeta u njihovoj borbi protiv ugnjetavanja, te da znaju da nisu same."[13]

#### Nagrade aktivistima za ljudska prava u Republici Hrvatskoj
U Hrvatskoj se na Dan ljudskih prava dodjeljuje nekoliko nagrada pojedincima i organizacijama zaslužnima za promicanje i zaštitu ljudskih prava. Najpoznatije i najdugovječnije su nagrade koje dodjeljuju nevladine organizacije Hrvatski helsinški odbor te nagrada za promicanje mirotvorstva, nenasilja i ljudskih prava "Krunoslav Sukić" koju dodjeljuje Centar za mir, nenasilje i ljudska prava Osijek.